# Clusia havetioides
Clusia havetioides är en tvåhjärtbladig växtart som först beskrevs av August Heinrich Rudolf Grisebach, och fick sitt nu gällande namn av Jules Émile Planchon och Triana. Clusia havetioides ingår i släktet Clusia och familjen Clusiaceae.

## Underarter
Arten delas in i följande underarter:
- C. h. pauciflora
- C. h. stenocarpa